# Groix

Groix este o comună în departamentul Morbihan, Franța. În 1 ianuarie 2022 avea o populație de 2.308 de locuitori.